# Burgstall Kropfsberg
Der Burgstall Kropfsberg bezeichnet eine abgegangene Spornburg bei 384 m ü. NN auf dem Grubsberg im Gebiet der Stadt Scheinfeld im Landkreis Neustadt a.d. Aisch-Bad Windsheim. Der Burgstall befindet sich ca. 1,5 km südlich der Kirche von Oberlaimbach und ca. 1,9 km nordwestlich der Kirche von Ullstadt. Von der Burganlage haben sich noch erhebliche Wall- und Grabenstrukturen erhalten.

## Geographische Lage
Der Burgstall befindet sich auf dem westlichen, nach drei Seiten hin abfallenden Sporn des Grubsbergs (388 m ü NN). Nördlich der Anlage befindet sich das Laimbachtal, durch welches heute die Bundesstraße 8 führt. Südlich fällt das Gelände zum Tal des Hüßbaches hin. Die Fläche des Burgstalls ist heute stark bewaldet.

## Geschichte
Vermutlich handelt es sich bei dem Burgstall Kropfsberg um den Stammsitz der Herren von Kropf. Ein Henricus de Crophesberch wird 1238 in einer Urkunde genannt. Von den Herren von Kropf ging die Anlage zeitweise in den Besitz der Grafen von Hohenlohe über. Aus dem Jahr 1330 ist überliefert, dass die Burg durch eine Güterteilung mit seinem Bruder Albrecht an Ludwig von Hohenlohe geht. Die Anlage muss daher schon vor 1330 in den Besitz der Hohenloher gekommen sein. Schon wenige Jahre später konnten die Herren von Kropf die Hälfte der Anlage zurückerwerben, jedoch nur als Lehen der Hohenloher. Albrecht von Hohenlohe verkaufte sie 1358 jeweils hälftig an Johann Kroph und Rucker von Sugenheim. Dabei behielt er sich ein Öffnungsrecht für die Familie Hohenlohe vor. 1380 verkaufte Rucker von Sugenheim seine Hälfte der Anlage an seinen Schwager Ratzzen Kropf. Im Jahr 1400 wurde die Anlage durch die Familie von Seckendorff im Zuge einer Fehde niedergebrannt. Auslöser war der Vorwurf des Raubrittertums gegenüber dem Seibrecht Kropf genannt Ratz.
1412 erbten die Grafen von Castell das Areal der Burg Kropfsberg. Unter diesen wird Kropfsberg ab 1415 nur noch als Flurbezeichnung erwähnt.

## Beschreibung
Bei dem Burgstall handelt es sich um die Reste einer zweigliedrigen hochmittelalterlichen Burganlage, die aus einer Vorburg und einer Hauptburg bestand. Das Plateau der Vorburg befindet sich am westlichen Sporn des Grubsbergs auf einer Höhe von 379 m ü. NN und bildet eine rechteckige Fläche von ca. 1200 Quadratmeter. Das Plateau ist von einem Graben umgeben, dessen östliche Seite auch die Hauptburg von der Vorburg trennt. Ca. 60 Meter westlich des Vorburgplateaus ist ein weiterer Graben zum Tal hin vorgelagert. Östlich schließt sich das Plateau der Hauptburg an. Ebenfalls rechteckig nimmt es eine Fläche von ca. 1700 Quadratmetern ein und liegt etwa 5 Meter höher als die Vorburg. Auch die Hauptburg ist von einem Graben umgeben. 30 Meter östlich der Hauptburg befindet sich ein weiterer Graben, gefolgt von einem weiteren ca. 110 Meter westlich. Beide Gräben sicherten die Anlage zum im Osten höheren Grubsberg hin.
Auf dem Gelände der Burganlage haben sich neun Abraumhalden des Grabenaushubs erhalten. Zudem sind auf beiden Burgplateaus Vertiefungen zu erkennen, die auf Reste von Gebäuden hindeuten.
Der Burgstall ist als Bodendenkmal unter der Denkmalnummer D-5-6328-0017 geschützt, welches eine Gesamtfläche von ca. 6,3 Hektar einnimmt.